# Мансурова, Марджан Кахраман кызы
Марджан Кахраман кызы Мансурова (азерб. Mərcan Qəhrəman qızı Mansurova; 1 июля 1908, Аликасумлы, Бакинская губерния — ?) — советский азербайджанский хлебороб, Герой Социалистического Труда (1949).

## Биография
Родилась 1 июля 1908 года в селе Аликасумлы Ленкоранского уезда Бакинской губернии (ныне село в Джалилабадском районе Азербайджане).
С 1930 года — колхозница, звеньевая колхоза имени Асланова, с 1969 года — доярка совхоза имени Асланова Джалилабадского района. В 1948 году получила урожай пшеницы 29,5 центнеров с гектара на площади 20 гектаров.
Указом Президиума Верховного Совета СССР от 1 июля 1949 года за получение в 1948 году высоких урожаев пшеницы Мансуровой Марджан Кахраман кызы присвоено звание Героя Социалистического Труда с вручением ордена Ленина и золотой медали «Серп и Молот».
С 1968 года — пенсионер союзного значения.
Активно участвовала в общественной жизни Азербайджана. Член КПСС с 1952 года.